# 박동호 (e스포츠인)
박동호는 대한민국의 프로게임단 지도자이다.

## 지도자 생활
2020년, DRX의 루키팀 코치로 선임되었다. 2021 스프링 2라운드를 앞두고 팀의 1군 코치로 콜업되었다. 2021시즌 종료 이후 코치직에서 물러났다.

## 수상 내역
- LCK 아카데미 시리즈 2020 8월 대회 우승
- LCK 아카데미 시리즈 2020 9월 대회 준우승
- LCK 아카데미 시리즈 2020 챔피언십 우승